# Dispenzacionalizam
Dispenzacionalizam, sustav tumačenja Biblije anglosaskog podrijetla. Pokret je stekao veliku popularnost među američkim evangelicima, baptistima, pentekostalcima i karizmatskim skupinama. U osnovi je futuristički teološki sustav koji Bibliju shvaća doslovce. Razvio se kao sustav iz filozofije Plymouthske braće (Plymouth Brethren) 1830-ih u Irskoj i Engleskoj i učenja Johna Nelsona Darbyja (1800. – 1882.). Povijest sustava počinje oko 1820. godine djelom škotskog pastora Edwarda Irvinga, koji je pod utjecajem knjige Dolazak Mesije u slavi i veličanstvu isusovca Manuela Lacunze (objavljene pod pseudonimom Ben Ezra), preveo tu knjigu i uz svoje komentare objavio, što je podučavanje jednog oblika ove teologije. Dispenzacionaliste se stavlja u istaknuti položaj kršćanskog cionizma, zbog vjerovanja o sudbini Židova i ponovnom uspostavljanju židovskog carstva.
Ime dolazi iz engleske riječi za "dodjelu" (dispensation), koja se javlja u Bibliji kralja Jakova (službenoj anglikanskoj Bibliji), koja označava "upravljanje ili rukovanje poslovima, način bavljenja", a pojavljuje se kao prijevod riječi  οικονομια iz grčkog Novog zavjeta u značenju "upravljanja kućom ili vlasništvom".  Dispenzacionalizam tumači da je Bog je namjerno podijelio biblijsku povijest na određena razdoblja, kojima je dodijelio (dispenzirao) svojstvena upravna načela. Razdoblja su označena ciklusima, "u kojima Bog otkriva svoju istinu čovječanstvu na nov način". Također tumače da je stalna odgovornost čovječanstva uskladiti se s tim otkrivenjem, no ono se buni(lo) i pada(lo) na ispitu, zbog čega je Bog sudio čovječanstvu i uveo novo razdoblje kušnje pod novom upravom. Tipična dispenzacija od sedam razdoblja jest:
- Nevinost. – Adam pod probom prije Pada. Završava se izgnanstvom iz Edenskog vrta.
- Savjest. – Od Pada do Potopa. Završava se Potopom.
- Ljudska vlada. – Nakon Potopa, čovječanstvo je u obvezi ozakoniti smrtnu kaznu. Završava se raspršenjem od Kule babilonske.
- Obećanje. – Od Abrahama do Mojsija. Završava se odbijanjem ulaska u Kanaan i 40 godina nevjerstva u Pustinji.
- Zakon. – Od Mojsija do raspeća Isusa Krista. Završava se raspršenjem Izraela 70. godine.
- Milost. – Od Krista do Drugog dolaska. Završava se gnjevom Božjom koji obuhvaća Veliku nevolju.
- Milenijsko carstvo. – Tisuću godina Kristove vladavine na zemlji sa središtem u Jeruzalemu. Završava se Božjim sudom prilikom konačne pobune.

Dispenzacionalizam inzistira na na progresivnom otkrivenju, što hoće reći da dispenzacionalistički tumači počinju s progresivnim otkrivenjem u Starom Savezu i čitaju dalje u povijesnom smislu, biblijski savezi u svezi su s dispenzacijama. Nasuprot dispenzacionalistima, većina proučavatelja Biblije uzima spise Novog Saveza kao progresivno otkrivenje i poziva se na to otkrivenje natrag u Starom Savezu. Isto tako u pogledu različitih zavjetnih obećanja naglašavaju kome su pisana – na izvorne primatelje, odakle proistječe dispenzacionalističko fundamentalno pravljenje razlike između Izraela i Crkve. Dispenzacionalisti Izrael uzimaju kao etničku naciju koja se sastoji od Židova (Izraelaca), počevši od Abrahama do danas. Crkva se sastoji od svih spašenih pojedinaca u "sadašnjoj" dispenzaciji, od rođenja Crkve do uznesenja; Izrael i Crkva nisu skroz međusobno isključivi i postoje određena preklapanja. Dispenzacionalisti vjeruju da će pred kraj "Vremena nevolje" Izrael kao nacija prihvatiti Isusa Krista za svog mesiju upravo pred Njegov Drugi dolazak. Iz vjerovanja neprekinutosti Božjeg saveza s Židovima kao nacijom proistječe potpora tradicionalnom judaizmu u držanju i upražnjavanju starozavjetnih praznika i rituala. U cijelu je sliku uključeno i očekivanje izgradnje trećeg hrama u Jeruzalemu i ponovnog uspostavljanja sustava žrtava i prinosa.
Pokret je stekao veliku popularnost među američkim evangelicima, baptistima, pentekostalcima i karizmatskim skupinama. Suvremenu državu Izrael vide kao rezultat primanja ispunjenja starozavjetnih obećanja. Prema dispenzacionalistima, vrijeme milosti za Židove nikad nije okončalo, premda su odbacili Isusa, i ima svoju funkciju za njih u dispenzacijskoj proročkoj šemi, dok je kršćanska Crkva u toj priči zapravo misteriozni privremeni umetak. Svi mesijanski Židovi nisu skloni dispenzacionalistima, bez obzira na to što su dispenzacionalisti skloni judaizmu. Razlog je što se neki od njih radije drže hermeneutike poznate kao Teologija Maslinova drva (uporište nalazi u poslanici Rimljanima 11:17, 18). Vjerovanja dispenzacionalista o Antikristu variraju.